# Nerežišća
Nerežišćaés un municipi al comtat de Split-Dalmàcia, a l'illa de Brač. Els pobles de Donji Humac i Dračevica hi pertanyen.
1. ↑  Foster, Jane. Croatia (en anglès).  Footprint Handbooks, 2004. ISBN 978-1-903471-79-1.
2. ↑  «La ciudad de Nerežišća, isla de Brač en Croacia». [Consulta: 12 març 2025].